# Gaspar María de Nava
Gaspar María de Nava Alvarez, greve av Noroña, född 1760 i Castellón de la Plana, död 1815 i Madrid, var en spansk skald, general och diplomat.
Nava erhöll en snabb och välförtjänt befordran på den militära banan under krigen mot Frankrike 1792–1795 och 1808–1809 samt utmärkte sig inte mindre på den diplomatiska som ambassadör i Sankt Petersburg. Som skald intar Nava ett aktningsvärt rum genom naturlig stil, god diktion och hänförelse, som framträder i synnerhet i hans mera allvarliga och högstämda poesi, exempelvis Oda á la paz de 1795. Mindre lycklig är han i sin heroiskkomiska dikt La Quicaida. För övrigt kan nämnas hans tragedi på vers Madama González, komedierna El hombre marcial och El cortejo enredador, en samling Poesías (1799), poemet Ommiada (1815), den filosofiska dikten La muerte, postuma Poesías asiaticas (1833), som är från engelskan gjorda översättningar av arabiska och persiska skalder, samt Anacreónticas, Odas, Canciones et cetera intagna i Rivadeneiras Biblioteca de autores españoles, band 63. Navas namn är intaget i Spanska akademiens Catálogo de autoridades españoles. 